# Felicity (Ohio)
Felicity é uma vila localizada no estado americano de Ohio.

## Demografia
Segundo o censo americano de 2000, a sua população era de 922 habitantes.

## Geografia
De acordo com o United States Census Bureau tem uma área de
0,7 km², dos quais 0,7 km² cobertos por terra e 0,0 km² cobertos por água.

## Localidades na vizinhança
O diagrama seguinte representa as localidades num raio de 16 km ao redor de Felicity.